# Süsü, a pesztra
A Süsü, a pesztra a Süsü, a sárkány című bábfilmsorozat ötödik epizódja. A forgatókönyvet Csukás István írta.

## Cselekmény
A birodalom szüreti mulatságra megy. Csak Süsü és a Kiskirályfi maradnak otthon. Ezt az alkalmat választja Torzonborz a harcias szomszéd király, hogy megtámadja az országot.

## Alkotók
- Írta: Csukás István
- Dramaturg: Takács Vera
- Rendezte: Szabó Attila
- Zenéjét szerezte: Bergendy István
- Zenei rendező: Victor Máté, Oroszlán Gábor
- Operatőr: Abonyi Antal
- Segédoperatőr: Sárközi András
- Hangmérnök: Tóbel Béla
- Vágó: Balázsi Zsuzsa
- Báb- és díszlettervező: Lévai Sándor
- Grafikus: Gaál Éva
- Díszletépítő: Czövek János, Pugris Sándor
- Kellék: Szabó Zsuzsa
- Fővilágosító: Tréfás Imre
- Színes technika: Szabó László
- Felvételvezető: Bánhalmi Anna
- Pirotechnika: Varsányi Attila
- Rendezőasszisztens: Östör Zsuzsa, Réti Kata
- Fényképezte: Lippai Ágnes
- Gyártásvezető: Singer Dezső

- A bábok és díszletek az MTV díszletgyártó üzemének műhelyeiben készültek
- Készítette a Magyar Televízió

## Szereplők
- Süsü: Bodrogi Gyula
- Király: Sztankay István
- Királyné: Hűvösvölgyi Ildikó
- Kiskirályfi: Meixler Ildikó
- Öreg király: Csákányi László
- Kancellár: Kaló Flórián
- Dadus: Tábori Nóra
- Hadvezér: Balázs Péter
- I. Zsoldos (vörös szakállú): Horkai János
- II. Zsoldos (fekete szakállú): Zenthe Ferenc
- Pék: Usztics Mátyás
- Kocsmáros: Képessy József
- Zöldséges Kofa: Hacser Józsa
- Toronyőr / Torzonborz király félszemű marconája: Vándor József
- Torzonborz király: Horváth Gyula
- Torzonborz király kancellárja: Benedek Miklós
- Torzonborz király kémje: Paudits Béla
- Torzonborz király hadvezére: Kibédi Ervin
- Torzonborz király hadserege: Horváth Pál, Soós Lajos, Szombathy Gyula
- További szereplők: Balogh Klári, Bathó László, Csepeli Péter, Györkös Kató, Horváth Károly, Kaszás László, Koffler Gizi, Kovács Enikő, Papp Ágnes, Simándi József, Varanyi Lajos
- Közreműködik: Astra Bábegyüttes, Bergendy együttes

## Betétdalok
- Én vagyok a híres egyfejű (főcím) – Előadja: Bodrogi Gyula, Bergendy együttes
- Ne egyen zöldalmát... – Előadja: Tábori Nóra, Hűvösvölgyi Ildikó, Csákányi László, Kaló Flórián
- Torzonborz a nagy király! – Előadja: Horváth Gyula
- Ó, de finom a vadkörte... – Előadja: Bodrogi Gyula, Meixler Ildikó
- Seprű, seprű nyírfa seprű... – Előadja: Horváth Gyula, Kibédi Ervin, Bergendy együttes
- Végefőcím – Előadja: Bodrogi Gyula, Meixler Ildikó, Bergendy együttes

## Hangjáték
Ebből az epizódból hangjáték is készült az 1986. április 26-án megjelent Süsü 3.: Vendég a háznál, öröm a háznál / Süsü, a pesztra című nagylemezben a Hungaroton hanglemezgyártó vállalat jóvoltából, ami pár év alatt aranylemez lett.
Alkotók:
- Írta: Csukás István
- Zenéjét szerezte: Bergendy István
- Rendezte: Szabó Attila
- Hangmérnök: Horváth János
- Zenei rendező: Oroszlán Gábor
- Asszisztens: Csepeli Péter
- Felvételvezető: Dabasi Péter

Szereposztás:
- Süsü: Bodrogi Gyula
- Öreg király: Csákányi László
- Kancellár I.: Kaló Flórián
- Király: Sztankay István
- Zsoldos I.: Zenthe Ferenc
- Zsoldos II.: Horkai János
- Pék: Usztics Mátyás
- Királyné: Hűvösvölgyi Ildikó
- Dada: Tábori Nóra
- Kiskirályfi: Meixler Ildikó
- Zöldséges kofa: Hacser Józsa
- Torzonborz: Horváth Gyula
- Kancellár III.: Benedek Miklós
- Hadvezér II.: Szombathy Gyula
- Marcona I.: Vándor József
- Marcona II.: Ujlaki Dénes

Közreműködik a Bergendy Szalonzenekar és a Zajbrigád.

## Érdekességek
- Ebben az epizódban Torzonborz király faltörőkosa később már tűzfújó ördögfejként föl lett használva a Csillagvitéz című 1987-es bábfilmhez.